# Batalla del Mont Gindarus
La batalla del Mont Gindarus o batalla de Cirrèstica el 38 aC va ser una victòria decisiva per al general romà Publi Ventidi Bas sobre l'exèrcit part de Pacoros, fill del Rei Orodes, al districte Cirrèstica de la Gran Síria.